# Pedro Juan Caballero
Pedro Juan Caballero (Tobati, 29. lipnja 1786. – 13. srpnja 1821.), paragvajski političar, jedna od vodeća figura u stjecanju paragvajske nezavisnosti. 
Rođen je u gradu Tobatí u paragvajskoj regiji Cordillera. Igrao je značajnu ulogu u revoluciji, koja se dogodila u ranim jutarnjim satima 15. svibnja 1811. zajedno s Fulgenciom Yegrosom i dr. Joséom Gasparom Rodríguezom de Franciom. Tada je uspostavljena paragvajska nezavisnost od Argentine.
Bio je uključen u zavjeri protiv predsjednika Francie 1820. godine. Francia je provodio teror nad protivnicima. Caballero je zatvoren. Počinio je samoubojstvo u svojoj zatvorskoj ćeliji 13. srpnja 1821. godine.
Paragvajski grad Pedro Juan Caballero dobio je ime po njemu.